# James Bergeson
James Hunter Bergeson, född 21 mars 1961 i Newport Beach, är en amerikansk vattenpolospelare. Han ingick i USA:s landslag vid olympiska sommarspelen 1988.
Bergeson gjorde nio mål i den olympiska vattenpoloturneringen i Seoul där USA tog silver. Förutom för OS-silver tog han guld i vattenpolo vid Panamerikanska spelen 1987. Bergeson studerade vid Stanford University.